# 松本亀次郎
松本 亀次郎（まつもと かめじろう、1866年4月3日（慶応2年2月18日）- 1945年9月12日）は、日本の教育者、日本語教師、国語学者。日本最初の方言辞典を編纂する。京師法政学堂（現・北京大学）教授。宏文学院および自ら設立した日華同人共立・東亜高等預備学校で中国人留学生の日本語教育に生涯を捧げた。中国人留学生のための日本語辞典や教科書など数多く著した。

## 来歴

### 生い立ち

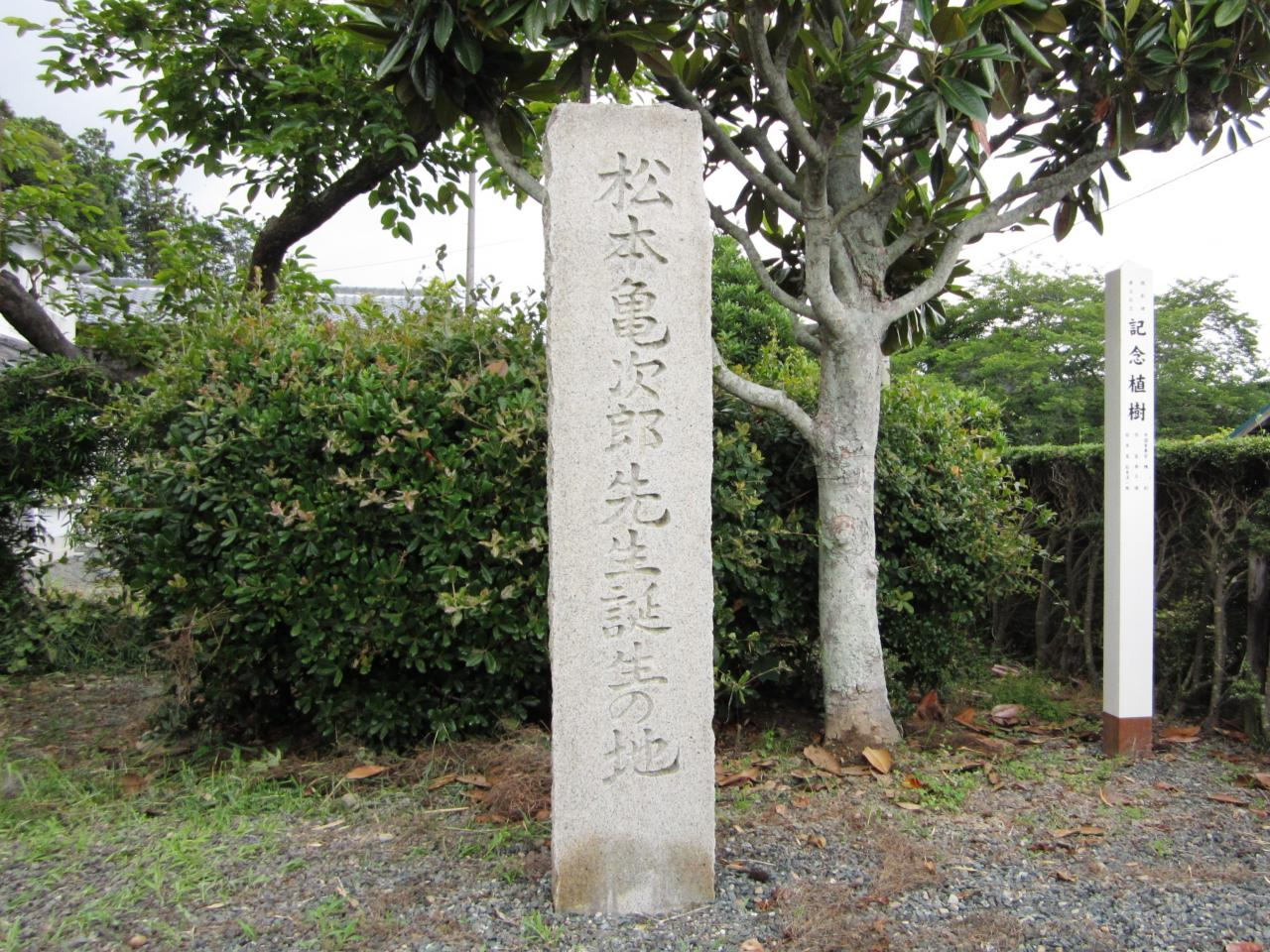
松本亀次郎誕生の地（静岡県掛川市上土方嶺向 松本亀次郎公園）

遠江国城東郡嶺村（現在の静岡県掛川市上土方嶺向）で木挽き職人・市郎平の長男として生まれる。
7歳で寺子屋「宗源庵」に学び、その後、長寿庵に置かれた嶺学校（のちに嶺向学校に改称。現・掛川市立土方小学校）に進む（宗源庵、長寿庵ともに村内の寺院）。11歳のとき、教師の手伝いをする授業生になり、自らも勉強を続けながら生徒に教える立場となる。長寿庵の嶺学校には、日本で27番目の女性医師となり、東京女子医科大学の創設者である5歳年下の鷲山彌生（後の吉岡彌生）の姿もあった。また、横須賀城下の漢学者・常盤健のもとにも通い、漢学を学んだ。
亀次郎は授業生をつとめるうち、教師を一生の仕事にしようと心に決め、村の人々の援助を受けて静岡師範学校（現在の静岡大学教育学部）に進む。

### 教育者として

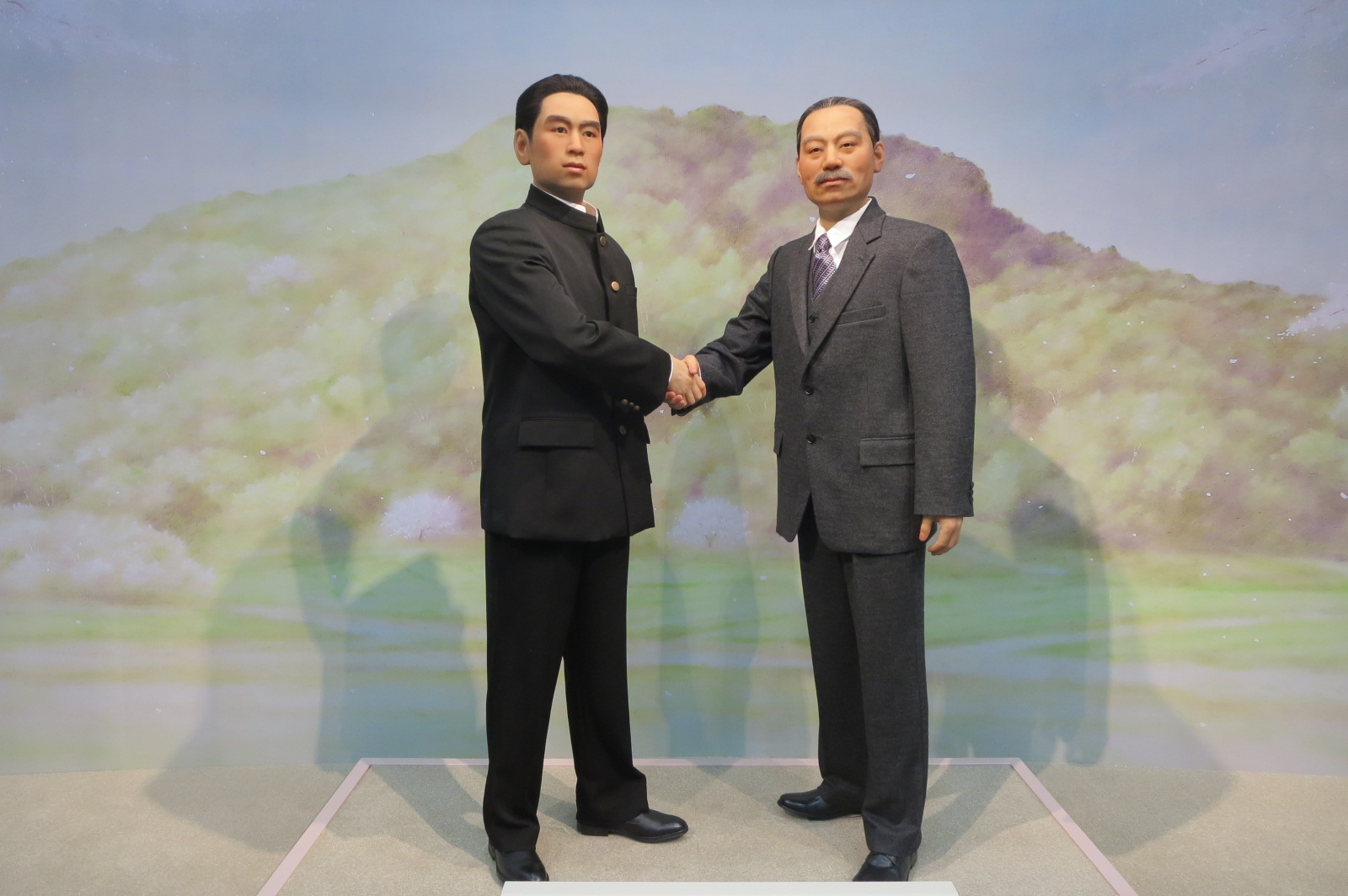
松本亀次郎と周恩来のろう人形（掛川市立大東図書館・亀次郎記念館）

卒業後は静岡高等小学校、有渡高等小校学校、川崎尋常小学校などで訓導ならびに校長を務める。文部省中等教員検定試験合格後は静岡県尋常師範学校、三重県師範学校、佐賀県師範学校で教鞭をとる。ここで日本で最初の方言辞典『佐賀県方言辞典』を刊行する。この本が上田萬年に評価され、中国人留学生のために宏文学院を設立した嘉納治五郎に柿村重松（佐賀出身の同校教諭）によって紹介され、1903年に同校に招かれて中国人留日学生の指導に当たる。宏文学院での教え子には後に文豪となる魯迅や革命家の秋瑾らがいた。
当時の日本は中国人留学生を受け入れる環境は十分ではなく、教師陣は分かりやすい体系的文法の教科書作りを模索し、松本は1904年に『言文対照・漢訳日本文典』を刊行、1906年には三矢重松、松下大三郎とともに『日本語教科書』全3巻を刊行した。
これらの成果により、北京の京師法政学堂（現・北京大学）の教授に招かれて日本語教育に当たる。帰国後に私財と寄付により日華同人共立・東亜高等預備学校を設立する。ここで周恩来と出会い数回にわたり日本語の個人指導や高等師範受験のための指導を行う。
大正12年、関東大震災で東亜高等預備学校が焼失するがいち早く仮校舎で授業を再開するとともに、留学生の待遇改善に奔走する。昭和5年、外務省、文部省の補助により中国の教育事情を視察し、各地で活躍する教え子たちと会って懐旧の情を楽しむ。帰国後、旅行の記録と感想を『中華五十日游記（ちゅうかごじゅうにちゆうき）』『中華教育視察紀要（ちゅうかきょういくしさつきよう）』という二つの文章にし、中国人留学生教育史をまとめた『中華留学生教育小史』を加え、一冊の本として出版している。
亀次郎には、特別な思想も政治的な意図も全くないが、一人の教育者として留学生に接してきた経験から思うことはあり、『中華留学生教育小史』では、両国の親善を図るための条件を5つ挙げている。
1. 日本の政治家の中国に対する方針、政策は一定しなくてはならない。親日、排日の感情は政策、政治家の発言によるところが大きく、日本国民全てに対してではない。
2. 中国の指導者や父兄は留学生に対し指導、注意をして欲しい。普段から修学上に注意を与えられ、軽挙を戒められている人は、騒動などに簡単には身を投じない。
3. 留学生は専門学科の勉強はもちろん、日本研究もして欲しい。日本文化、国民性を知ることが両国民交流の基礎となる。真に理解ある親善は純粋な学生からであるべき。
4. 日本の一般家庭は、家庭を開放し留学生と歓談する機会を作って欲しい。留学生は慣れない外国で苦労している。帰国すれば有力者になりうる優秀な人たちなので、敬意をもって接し、子どもには外国人に対する悪口を戒めて欲しい。
5. 両国の一般国民は互いに広い心を持ち、一時的な政治・経済の紛争に惑わされることなく、国民同士は親しみを持ち続けて欲しい。互いにこのような理解があれば、留学生も簡単には動揺しない。

この本は日中関係が大変微妙な時期に出版され、国内の著名人に贈られ、少なからぬ反響があり、それぞれの立場からの返事が残されている。
留学生教育からの一線を退き、郷里の嶺向の生家に疎開し、昭和20年、79歳の生涯を閉じた。

## 没後

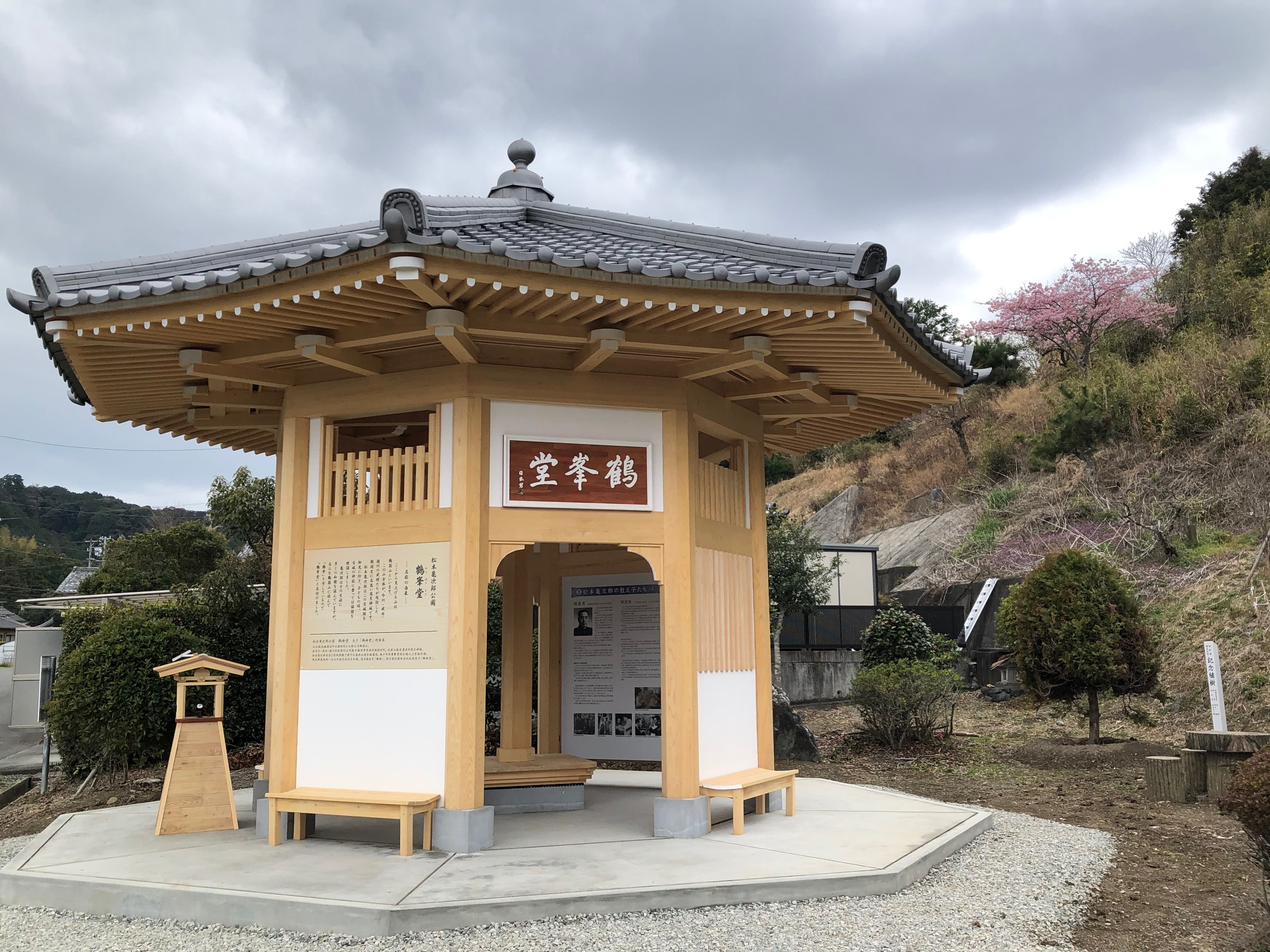
鶴峯堂（静岡県掛川市上土方嶺向 松本亀次郎公園）

亀次郎没後30年ほど経って中国から、その教え子たちの間に亀次郎の学恩と遺徳を讃える声が起こり、中国社会科学院の汪向栄教授が、旧大東町（現・掛川市）を訪れた。また、周恩来は晩年、妻の鄧頴超に「桜の頃に日本を後にしたが、その頃また日本に行ってみたい。恩師の松本亀次郎先生のお墓参りもしたい。しかしもう行けないと思う。日本に行ったら、松本亀次郎先生の遺族によろしく伝えてほしい」と言われた。鄧頴超は1979年に来日した。このような経緯から旧大東町では亀次郎を顕彰するとともに、日中の友好活動を熱心に行ってきた。亀次郎の生家跡は記念公園となり1986年、井上靖揮毫の記念碑が建立された。
また、2011年、中国天津市の「周恩来・鄧頴超記念館」から亀次郎の生地に周恩来と亀次郎のろう人形を寄贈したい旨の朗報があった。その後、「周恩来・鄧頴超記念館」、掛川市、「松本亀次郎記念 日中友好国際交流の会」はじめとする各方面の尽力により、2019年3月に掛川市立大東図書館2階（松本亀次郎記念館）に松本亀次郎・周恩来師弟の立像が寄贈され展示されている。
2021年（令和3年）3月、生家跡の「松本亀次郎の公園」にヒノキ造り八角形の「鶴峯堂」が完成した。亀次郎の功績を後世に伝えることをねらいに「松本亀次郎記念 日中友好国際交流の会」が中心となって建設したものである。堂の内側には中国人留学生の師である亀次郎とその教え子であり近代中国の建国時に活躍した周恩来、魯迅、秋瑾と、中国や日本で亀次郎の業績を世に広めた亀次郎最後の教え子の汪向栄が4枚のパネルで説明されている。
「鶴峯堂」の名称の由来は次のとおりである。「ここから見上げる山は鶴翁山といいます。この山全体が、今川、武田、徳川の武将たちが攻防した戦国史に名高い高天神城です。松本亀次郎はこの古城跡を軒先に仰ぎ、子どもの頃、古城跡の神社に登っては論語を暗誦しました。亀次郎はその生涯に多くの和歌を詠んでいますが、自らを鶴翁山に因んで『鶴峯』と号しているので、『鶴峯堂』と名付けました」。

## 年譜
- 1866年（慶応2年） - 遠江国城東郡嶺村（現在の静岡県掛川市上土方嶺向）に生まれる。
- 1873年（明治6年） - 春寺子屋「宗源庵」に入る。同秋、学生改革により長寿庵の嶺学校に入学する。
- 1877年（明治10年） - 11歳で嶺向学校授業生（明治8年嶺学校を改称）に採用される。その後、中村学校、大坂小学校授業生を務める。
- 1884年（明治17年） - 静岡に出て松山若冲の二松学舎に学ぶ。静岡師範学校2年前期に入学する。
- 1885年（明治18年） - 斎藤ひさと結婚する。
- 1888年（明治21年） - 静岡県尋常範学校を卒業し、静岡高等小学校の訓導となる。
- 1889年（明治22年） - 東京高等師範学校受験、試験生に合格、4月上京して高師に入学するも過労と脚気で倒れて帰郷、高師退学。
- 1890年（明治23年） - 静岡高等小学校東部分校が清水に開校し首席訓導として赴任する。
- 1892年（明治25年） - 東部分校が独立して東有渡高等小学校校長兼訓導となる。
- 1894年（明治27年） - 榛原郡川崎尋常小学校校長。
- 1897年（明治30年） - 文部省中等教員検定試験合格、国語科免許状取得する。静岡県尋常師範学校助教諭となる。（この年、最初の中国留学生が来日する）
- 1898年（明治31年） - 三重県師範学校教諭兼舎監に着任する。
- 1900年（明治33年） - 佐賀県師範学校教諭、翌年兼任舎監となる。
- 1902年（明治35年） - 佐賀県方言辞典を清水平一郎と共同編纂して刊行、上田萬年の助言を受ける。日本最初の方言辞典。
- 1903年（明治36年） - 佐賀師範学校を退職、上京し正則英語学校に通うとともに、嘉納治五郎の招きに応じ宏文学院で中国人留日学生の日本語指導に当たる。初めて担当した浙江班で、魯迅、陳介、厲家福などの秀才を教える。また、留学生会館で秋瑾を指導する。
- 1904年（明治37年） - 『言文対照・漢訳日本文典』を刊行する。中外書局により中国各地に販売されて大好評。続いて日本語教科書の編纂に入る。
- 1908年（明治41年） - 清国北京の京師法政学堂教習（現・北京大学の教授）に招かれて日本語教育に当たる。妻と北京市手拍胡同に住む。
- 1912年（大正元年） - 4月に帰国し、6月、東京府立第一中学校教諭に就く。
- 1913年（大正2年） - 湖南人留学生曽横海の請により、日本語講習会を神田で開き大盛況。8月、府立一中を辞して留学生の日本語教育に専念する。
- 1914年（大正3年） - 私財と寄付により神田猿楽町に「日華同人共立・東亜高等預備学校」を設立する。6月に『漢訳日本語会話教科書』を刊行する。
- 1917年（大正6年） - 東亜高等預備学校に周恩来が入学し、日本語の個人指導に当たる。中国人留学生に対する当局の対応を「紙一片の親善、当局の無理解」（東京朝日新聞）と批判。後藤新平外相、岡田良平文相に大学・学校の代表として抗議。
- 1923年（大正12年） - 9月1日関東大震災により校舎焼失、帰省中の亀次郎は6日に出京して直ちに復興に取りかかる。10月10日仮校舎で授業を再開する。
- 1925年（大正14年） - 経営難により東亜高等預備学校を財団法人日華学会に合併譲渡、亀次郎は教頭に就任する。
- 1930年（昭和5年） - 4月～5月、外務省、文部省の補助により、中国教育事情視察旅行。
- 1931年（昭和6年） - 前年の中国視察に基づいて、『中華五十日游記・中華教育視察紀要・中華留学生教育小史』を出版、各界名士に寄贈されて波紋を拡げる。犬養毅、本庄繁、鈴木貫太郎、与謝野晶子、吉岡彌生、常盤大定、井上翠ほか多数が書簡を寄す。この年、教頭を辞し、以後は名誉教頭として教壇に立つ。
- 1934年（昭和9年） - 『訳解・日語肯綮大全』を発刊する。
- 1935年（昭和10年） - 東亜高等預備学校を「東亜学校」に改称する。雑誌『日文研究』の編集総顧問を務める。題字は郭沫若が揮毫。
- 1940年（昭和15年） - 汪向栄青年が東亜学校に留学し、亀次郎と出会い、最後の教え子となる。松本が直接教えた中国人留学生は2万人にのぼると言われる[4]。
- 1944年（昭和19年） - 夏に郷里に疎開する。
- 1945年（昭和20年） - 9月12日、嶺向の生家にて永眠する。享年79歳7か月。

## 著書

### 単著
- 松本亀次郎著『漢譯日本文典――言文對照』中外國書局、1904年。
- 松本亀次郎著『漢譯日本文典――言文對照』國文堂書局、1905年。
- 松本亀次郎著『言文對照漢譯日本文典』訂正第15版、國文堂書局、1905年。
- 松本亀次郎著『漢譯日本語會話教科書』光榮館書店、1914年。
- 松本亀次郎著『漢譯日本口語文法教科書』笹川書店、1919年。
- 松本亀次郎著『中華五十日游記』東亞書房、1931年。
- 松本亀次郎著『譯解日語肯綮大全』有隣書店、1935年。
- 松本亀次郎著『日本語會話教典――華譯』有隣書屋、1940年。
- 松本亀次郎著『漢譯日本口語文法教科書』有隣書屋、1940年。

### 共著
- 阿部七五三吉・松本亀次郎・柏原伊之吉著『手工教科書――漢文』衆星閣、1907年。
- 松本亀次郎述、實藤惠秀著『中華留学生教育小史――中国人日本留学史稿』日本図書センター、2005年。ISBN 4820598147

### 編纂
- 『佐賀県方言辞典』